# Edificio convencional
Un edificio convencional es una construcción que no sigue las normas del enfoque ambiental o bioclimático.

## Características
Un edificio convencional no tiene en cuenta:
- El clima del lugar.
- Su posición relativa y la de su ambientes respecto a la trayectoria del sol.
- El uso de materiales de bajo contenido energético.
- El uso de materiales no contaminantes.
- No evalúa el impacto ambiental que causará en el sitio.
- Utiliza energía de las redes públicas sin prever la demanda.
- Sólo se considera el costo inicial de construcción y no el costo que tendrá durante la vida útil del edificio.
- No implementa estrategias para mejorar su eficiencia energética.
- Desecha residuos y efluentes sin tratamiento al ambiente.
- No recicla las aguas grises.
- No utiliza energías renovables.